# جاكلين كيسي
جاكلين كيسي (بالإنجليزية: Jacqueline Casey)‏ هي مصممة جرافيك أمريكية، ولدت في 20 أبريل 1927 في كوينسي في الولايات المتحدة، وتوفيت في 18 مايو 1992 في بروكلين في الولايات المتحدة بسبب سرطان.